# Autostrada A1 (Macedonia Północna)
Autostrada A1 „Przyjaźń” (maced. Aвтопат А1 „Пријателство“ / Avtopat A1 „Prijatelstvo“, do 2019 patronem był Aleksander Macedoński – Aвтопат „Александар Македонски“) – jedna z macedońskich autostrad. Droga ma długość 227 km i biegnąc przez cały kraj, łączy granicę macedońsko-serbską z granicą macedońsko-grecką. Oznaczenie A1 posiada także łącznik między miejscowościami Gradsko i Prilep.

## Trasy europejskie
A1 wchodzi w skład trasy europejskiej E75.

## Przebieg trasy
Autostrada zaczyna się na przejściu granicznym w pobliżu miejscowości Tabanovce, następnie łączy się z autostradą A2 (dawniej drogą ekspresową M2) w pobliżu Kumanowa, w miejscowości Petrovec krzyżuje się z autostradą A4 (dawniej M3) biegnącą w stronę portu lotniczego i Skopje. Dalej biegnie blisko Wełes, Gradsko (węzeł z autostradą A3, wcześniej drogą ekspresową M5), Negotino (węzeł z dawną drogą ekspresową M7), aby zakończyć swój bieg na granicy z Grecją.

## Historia
Duża część drogi została zbudowana, gdy Macedonia Północna była częścią Jugosławii. Odcinek Kumanowo-Petrovec został otwarty w 1979 roku.
30 września 2011 roku zmieniono oznaczenie drogi na A1. Poprzednio oznaczana była jako autostrada M1.